# Nogai Jamaat
Nogai Jamaat (« Groupe Nogaï ») (russe : ногайский джамаат) ou Nogay djamaat shamda, est un groupe djihadiste de la guerre civile syrienne.
Composé de Nogaïs de Ciscaucasie, le Nogai Jamaat constitue depuis novembre 2016 un sous-groupe du Jabhat Fatah al-Sham. Actif dans le gouvernorat de Lattaquié, il est proche du groupe Ajnad al-Kavkaz, composé de djihadistes tchétchènes.
Nogai Jamaat pourrait appartenir au même groupe de djihadistes nogaïs opérant depuis les années 2000 dans l'autoproclamé Émirat du Caucase.
Il possède sa propre chaîne YouTube Nogay Shamda.